# Ludwig Koch (Widerstandskämpfer)
Ludwig Koch (* 3. Juni 1909 in München; † 12. September 2002 ebenda) war ein deutscher Widerstandskämpfer gegen den Nationalsozialismus, Demokrat und Gewerkschafter.

## Leben
Die Geburt in eine Arbeiterfamilie, die Lehre als Maschinenschlosser bei der Reichsbahn und sein frühes Engagement in der Gewerkschaft waren ausschlaggebend für seinen frühen Einsatz gegen den Nationalsozialismus. Ab 1923 übernahm er Funktionen im Deutschen Eisenbahner-Verband bzw. ab 1925 im Einheitsverband der Eisenbahner Deutschlands. 1927 trat er in die Sozialistische Arbeiter-Jugend (SAJ) ein. 1930/31 schloss sich Koch dem Internationalen Sozialistischen Kampfbund (ISK) an. Bis Ende 1932 arbeitete Koch im Reichsbahnausbesserungswerk München, später war er bei der „Elektrischen Versuchsanstalt“ der Deutschen Reichsbahn beschäftigt.
Seine politischen Aktivitäten als Mitglied der Leitung des Bezirks Süd des ISK führten am 25. Juli 1938 zur Verhaftung und am 17. April 1939 zur Verurteilung zu acht Jahren Zuchthaus-Strafe. Beim Urteil des Volksgerichtshofes wegen „Vorbereitung zum Hochverrat“ wurde die Untersuchungshaft mit angerechnet. Die Haftstrafe verbüßte Koch in verschiedenen Haftanstalten (Zuchthäuser Amberg, Zweibrücken, Creussen, Bayreuth).
Erst am 15. April 1945 wurde Koch von US-Truppen aus dem Konzentrationslager Bayreuth-Creußen befreit. Nur wenig später war der überzeugte Demokrat wieder aktiv und hielt Reden. Er war von 1946 bis 1949 Jugendsekretär des Deutschen Gewerkschaftsbundes (DGB) im Kreis München, von 1953 bis 1973 DGB-Kreisvorsitzender in München. Zudem saß Koch für die SPD von 1960 bis 1972 im Münchner Stadtrat. Wie kaum ein anderer prägte er die Gewerkschaftsarbeit in München und Bayern und galt als hochgeschätztes „Urgestein“.

## Ehrungen
In München trägt eine Straße den Namen von Ludwig Koch.